# Sistem de alimentare continuă cu cerneală

Sistemul de alimentare continuă cu cerneală, CISS (engleză continuous ink supply system) este un echipament suplimentar la o imprimantă cu jet de cerneală care asigură fluxul continuu de cerneală din rezervoare de capacitate mare către capul de imprimare. Datorită acestui sistem costurile la imprimare se reduc semnificativ, aproximativ de 10 ori.

## Constituirea sistemului
Pentru a monta sistemul nu trebuiesc făcute modificări în construcția imprimantei și durează 15 minute. Instalarea alimentării cu cerneala prin SACC nu necesită abilitați speciale și poate fi făcută de utiliztor.
Sistemul constă din rezervoare pentru cerneală, conectate la cartușe printr-un sistem de furtunașe. Structural sistemul este constituit pe principiul vaselor comunicante (cartușe speciale, instalate în imprimantă, și rezervoare de cerneală de mare capacitate la exterior) care sunt unite ermetic prin tuburi elastice. Mai multe tuburi sunt, de obicei, contopite într-un singur cablu pentru o instalare ușoară în imprimantă. Rezervoarele externe sunt folosite pentru a furniza cerneală continuu către captușele imprimantei. Datorită vidului creat în cartuțe în timpul imprimării. Realimentare cu cerneală se poate face în orice moment, pur și simplu, prin turnarea ei în rezervoarele din exterior.

## Avantajele folosirii SACC
Aspectele pozitive ale folosirii sistemului SACC:
- Montarea nu necesita scimbarea construcției imprimantei, și nu trebuiesc abilitați speciale.
- Rezervoarele exterioare pot fi re-umplute ori de cate ori este nevoie, chiar și in timp ce imprimanta listează[1].
- Creșterea performanței de imprimanta nemaifiind nevoie de nevoie să pierdeți timp înlocuirea cartușelor sau curățarea capului de imprimare;
- Reducerea costurilor de imprimare este de 20-50 de ori, în funcție de cerneală și tipul de imprimantă si tipul de hârtie. În același timp, reducerea costurilor de imprimare în sine este atât de semnificativă încât justifică utilizarea imprimantei în scopuri comerciale, imprimarea fotografiilor, utilizarea în centre de imagistică, design, utilizate la fabricarea de suveniruri, etc.
- Creșterea securității imprimării, absența riscului defectării capului de inprimantă datorită aerului pătruns întimpul schimbării frecvente a cartușelor.
- Creșterea resurselor capul de imprimare deoarece imprimă volume mari fără riscul de oprire din cauza golirii complete a cartușului de cerneală .
- Posibilitatea de completare cu cerneală de culori diferite în funcție de consumul lor real, spre deosebire de cartușul tricolor standard care trebuie schimbat la epuizarea uneia dintre cele trei culori.
- Capacitatea de a utiliza orice tip cerneală, în funcție te tipul imprimării. De exemplu, folosind sublimarea imaginea pote fi transferată pe diferite obiecte (căni, farfurii etc...), precum și pe textile sintetice.

## Dezavantajele folosirii SACC
- Cele mai multe dintre dezavantajele utilizării sistemului SACC sunt rezultatul achiziției separate de imprimantă și SACC, producătorii făcând în mod constant modificări minore la imprimantă, care pot afecta instalarea SACC.

- Mutarea imprimantei dintr-un loc în altul, orice schimbare a poziției în spațiu ar trebui să fie realizată cu acuratețe maximă.

- Utilizarea imprimantelor cu CISS este ceva mai complicată decât cea a imprimantelor cu cartușe convenționale.